# Петрокорбовка
Петроко́рбовка (укр. Петрокорбівка) — село в Новгородковской поселковой общине Кропивницкого района Кировоградской области Украины.
До 2020 года входило в Новгородковский район
Население по переписи 2001 года составляло 384 человека. Почтовый индекс — 28220. Телефонный код — 5241. Код КОАТУУ — 3523484701.